# 磁気単極子
磁気単極子、磁気モノポール（英: magnetic monopole）とは単一の磁荷のみを持つもののことである。
2021年現在に至るまで素粒子としては発見されていない。宇宙のインフレーションの名残として生み出されたと仮定されるものの一つであり、スーパーカミオカンデなどで磁気単極子を観測する試みが続けられている。

## 概要

棒磁石を切断しても、N極とS極のみを取り出すことはできない。

磁石にはN極、S極の二つの磁極が必ず存在し、この組み合わせを磁気双極子という。N極のみ、およびS極のみを持つ磁石、磁気単極子（モノポール）は2021年現在まで観測されていない。例えば両端がそれぞれN極とS極の棒磁石を真ん中で二つに折ったとしても、同じく両端がそれぞれN極とS極の棒磁石が二つできるだけで、N極S極のみを単純に取り出すことはできない。電磁石を考えれば、こうなることは容易に理解できる。電磁石は電流を流したコイルであり、これを二つに分割しても、巻き数が半分になった電磁石が二つ生まれるだけである。永久磁石についても、それを構成する物質の原子が電磁石と同じ働きをしているものであり、原理としては同じである。マクスウェルの方程式により代表される古典電磁気学はこの前提のもとに構成されている。
その一方で、電気については、プラスとマイナスの二つが存在し、これらは単独で取り出す事が可能である。これは電気の根元がプラスの陽子とマイナスの電子に由来しているからである。そして、古典電磁気学は電気と磁気の関係について対称であり、この関係を逆にする事が可能である。普通は、コイルを流れる電気によって磁力を発生する、言い換えれば円周上を周回する電子の運動によって磁界が生じる。これを、磁気単極子が円周上を周回する事によって電界が生じるというモデルに置き換える事ができるのである。つまり、マクスウエルの方程式は磁気単極子の存在を許すように容易に改変できる。さらに1931年にディラックは量子力学でも磁気単極子を考えることが可能であり、しかもそれが可能になるための条件から電荷及び磁荷の最小単位の存在が導かれることを示して磁気単極子が一躍注目をあびた。
2013 年、Sergio Severini と Alessandro Settimi は、マクスウェルの 2 番目の方程式に発散ゼロの新しい視点を与え、磁気誘導場に関連することに関心を持っていた。この目的のために、2 人の著者は、自由空間を伝播する電磁界 (EM) の発生源として、大規模な荷電粒子と非相対論的粒子で構成されるシステムの物理的側面をいくつか検討した。特に、総運動量の保存と磁気誘導場のゼロ発散の条件との間のリンクが深く調査された。この科学論文は、ソレノイド性条件として知られる空間全体の磁気誘導場のゼロ発散特性の必要条件が、システムの全運動量の保存、つまり源と場から直接導き出されるという新しい文脈を提示した。 一般に、この研究は、適切な対称性仮説の下で理論的にのみもっともらしい磁気単極子の存在、または少なくとも観測可能性に関するいくつかの疑問を未解決のままにする結果となった。

## 陽子崩壊の触媒作用
予想される大統一理論においては、クォークとレプトンは本来同じ粒子の異なった状態であり、インフレーションの際の相転移によって分化したとされ、相互に変換可能であるとされる。陽子内のクォークがレプトンに変化するとバリオン数を保持できなくなり陽子崩壊が発生する。しかし陽子の予想寿命が極めて長いことからもわかるようにクォークからレプトンへの変化は極めて低い確率でしか発生しない。だがモノポールはインフレーション以前のクォークとレプトンが分化する前の空間の位相欠陥であり、その中心部付近においてはクォークとレプトンは分化することができず、分化前の粒子に戻ってしまい、そこから通常空間に復帰した粒子はクォークにもレプトンにも変化する可能性がある。そのため陽子や中性子のクォークがモノポールの磁力で引き付けられ、中心部付近を通過してレプトンに変化すると陽子崩壊が発生する。モノポール自身は外部からのクォークを変換しただけで不変であるので、これを触媒に見立てることができる。これらの作用を予想した人物の名を取ってルバコフ効果と呼ぶ場合もある。

## 発見、発明の試み
スーパーカミオカンデでは大統一理論の証明の一環としてモノポールの探索をしている。

## マクスウェルの方程式
ディラックによれば、「磁気単極子の存在」を仮定した場合、マクスウェルの方程式は次のようになる。
{\displaystyle {\begin{cases}{\begin{aligned}\nabla \cdot {\boldsymbol {B}}&=\rho _{\mathrm {m} }\\\nabla \times {\boldsymbol {E}}&=-\left({\dfrac {\partial {\boldsymbol {B}}}{\partial t}}+{\boldsymbol {J}}_{\mathrm {m} }\right)\\\nabla \cdot {\boldsymbol {D}}&=\rho _{\mathrm {e} }\\\nabla \times {\boldsymbol {H}}&={\boldsymbol {J}}_{\mathrm {e} }+{\dfrac {\partial {\boldsymbol {D}}}{\partial t}}\end{aligned}}\end{cases}}}
あるいは電磁ポテンシャルを使えば次のようになる。(簡単のためローレンツゲージをとる)
{\displaystyle {\begin{aligned}{\boldsymbol {E}}&=-\nabla \phi _{e}-{\frac {\partial {\boldsymbol {A}}_{\mathrm {e} }}{\partial t}}-{\frac {1}{\varepsilon _{0}}}\nabla \times {\boldsymbol {A}}_{\mathrm {m} }\\{\boldsymbol {H}}&=-\nabla \phi _{m}-{\frac {\partial {\boldsymbol {A}}_{\mathrm {m} }}{\partial t}}+{\frac {1}{\mu _{0}}}\nabla \times {\boldsymbol {A}}_{\mathrm {e} }\end{aligned}}}
{\displaystyle {\begin{cases}{\begin{aligned}\left(\nabla ^{2}-{\dfrac {1}{c^{2}}}{\dfrac {\partial ^{2}}{\partial t^{2}}}\right)\phi _{\mathrm {e} }&=-{\dfrac {\rho _{\mathrm {e} }}{\varepsilon _{0}}}\\\left(\nabla ^{2}-{\dfrac {1}{c^{2}}}{\dfrac {\partial ^{2}}{\partial t^{2}}}\right)\phi _{\mathrm {m} }&=-{\dfrac {\rho _{\mathrm {m} }}{\mu _{0}}}\\\left(\nabla ^{2}-{\dfrac {1}{c^{2}}}{\dfrac {\partial ^{2}}{\partial t^{2}}}\right){\boldsymbol {A}}_{\mathrm {e} }&=-\mu _{0}{\boldsymbol {J}}_{\mathrm {e} }\\\left(\nabla ^{2}-{\dfrac {1}{c^{2}}}{\dfrac {\partial ^{2}}{\partial t^{2}}}\right){\boldsymbol {A}}_{\mathrm {m} }&=-\varepsilon _{0}{\boldsymbol {J}}_{\mathrm {m} }\end{aligned}}\end{cases}}}
磁気単極子は陽子の {\displaystyle 10^{16}} 倍程度の質量を持ち、磁気単極子の磁荷 {\displaystyle g} は次式で表される。
{\displaystyle g={\frac {n\mathrm {h} }{\mathrm {e} }}}
ここで {\displaystyle \mathrm {h} } はプランク定数、{\displaystyle \mathrm {e} } は素電荷、{\displaystyle n} は任意の整数である。またこの関係式を「ディラックの量子化」と呼ぶ。
このとき磁荷 {\displaystyle g} が電磁場から受ける力 {\displaystyle F} は
{\displaystyle {\boldsymbol {F}}=g({\boldsymbol {H}}-{\boldsymbol {v}}\times {\boldsymbol {D}})}
と書ける。

## 相対論的な表現
この節ではアインシュタインの縮約記法を断りなく用いる。またミンコフスキー計量をdiag (−1, +1, +1, +1)としている。
まず粒子の運動と電磁場をローレンツ変換に対して不変なテンソルで次のように表す。
| 4元速度                    | {\displaystyle (v_{0},v_{1},v_{2},v_{3})=(-{\frac {c}{\sqrt {1-v^{2}/c^{2}}}},{\frac {v_{x}}{\sqrt {1-v^{2}/c^{2}}}},{\frac {v_{y}}{\sqrt {1-v^{2}/c^{2}}}},{\frac {v_{z}}{\sqrt {1-v^{2}/c^{2}}}})}                                       |
| 4元力                      | {\displaystyle (f^{0},f^{1},f^{2},f^{3})=({\frac {{\boldsymbol {f}}\cdot {\boldsymbol {v}}}{\sqrt {1-v^{2}/c^{2}}}},{\frac {f_{x}}{\sqrt {1-v^{2}/c^{2}}}},{\frac {f_{y}}{\sqrt {1-v^{2}/c^{2}}}},{\frac {f_{z}}{\sqrt {1-v^{2}/c^{2}}}})} |
| 4元電流密度                | {\displaystyle (J_{\mathrm {e} }^{0},J_{\mathrm {e} }^{1},J_{\mathrm {e} }^{2},J_{\mathrm {e} }^{3})=(c\rho _{\mathrm {e} },J_{\mathrm {e} x},J_{\mathrm {e} y},J_{\mathrm {e} z})}                                                        |
| 4元磁流密度                | {\displaystyle (J_{\mathrm {m} }^{0},J_{\mathrm {m} }^{1},J_{\mathrm {m} }^{2},J_{\mathrm {m} }^{3})=(c\rho _{\mathrm {m} },J_{\mathrm {m} x},J_{\mathrm {m} y},J_{\mathrm {m} z})}                                                        |
| 4元電磁ポテンシャル        | {\displaystyle (A_{\mathrm {e} }^{0},A_{\mathrm {e} }^{1},A_{\mathrm {e} }^{2},A_{\mathrm {e} }^{3})=(\phi _{\mathrm {e} }/c,A_{\mathrm {e} x},A_{\mathrm {e} y},A_{\mathrm {e} z})}                                                       |
| -                          | {\displaystyle (A_{\mathrm {m} }^{0},A_{\mathrm {m} }^{1},A_{\mathrm {m} }^{2},A_{\mathrm {m} }^{3})=(\phi _{\mathrm {m} }/c,A_{\mathrm {m} x},A_{\mathrm {m} y},A_{\mathrm {m} z})}                                                       |
| 電磁場テンソル             | {\displaystyle (F^{01},F^{02},F^{03},F^{23},F^{31},F^{12})=(E_{x}/c,E_{y}/c,E_{z}/c,B_{x},B_{y},B_{z})} |
| 電磁場テンソルのホッジ双対 | {\displaystyle ({\tilde {F}}^{01},{\tilde {F}}^{02},{\tilde {F}}^{03},{\tilde {F}}^{23},{\tilde {F}}^{31},{\tilde {F}}^{12})=(B_{x},B_{y},B_{z},-E_{x}/c,-E_{y}/c,-E_{z}/c)}                                                               |

電磁場テンソルとそのホッジ双対は交代記号 ε (エディントンのイプシロン)  を用いて次のように結ばれる。
{\displaystyle {\tilde {F}}^{\alpha \beta }={\frac {1}{2}}\varepsilon ^{\alpha \beta \mu \nu }F_{\mu \nu },\;{\tilde {F}}_{\alpha \beta }=-{\frac {1}{2}}\varepsilon _{\alpha \beta \mu \nu }F^{\mu \nu }}
すると電磁場の方程式は次のように表される。
| アンペール・ガウスの法則 | {\displaystyle \partial _{\alpha }F^{\alpha \beta }=-\mu _{0}J_{\mathrm {e} }^{\beta }}                                                                  |
| ファラデー・ガウスの法則 | {\displaystyle \partial _{\alpha }{\tilde {F}}^{\alpha \beta }=-{\frac {1}{c}}J_{\mathrm {m} }^{\beta }}                                                 |
| ローレンツ力             | {\displaystyle f^{\alpha }=\left(q_{\mathrm {e} }F^{\alpha \beta }+{\frac {q_{\mathrm {m} }}{\mu _{0}c}}{{\tilde {F}}^{\alpha \beta }}\right)v_{\beta }} |

電磁ポテンシャルを用いた表現では次のようになる。
| マクスウェル方程式                  | {\displaystyle \partial _{\alpha }\partial ^{\alpha }A_{\mathrm {e} }^{\beta }-\partial ^{\beta }\partial _{\alpha }A_{\mathrm {e} }^{\alpha }=-\mu _{0}J_{\mathrm {e} }^{\beta }} | {\displaystyle \partial _{\alpha }\partial ^{\alpha }A_{\mathrm {m} }^{\beta }-\partial ^{\beta }\partial _{\alpha }A_{\mathrm {m} }^{\alpha }=-\varepsilon _{0}J_{\mathrm {m} }^{\beta }} |
| ゲージ条件 (ローレンツゲージの場合) | {\displaystyle \partial _{\alpha }A_{\mathrm {e} }^{\alpha }=0} | {\displaystyle \partial _{\alpha }A_{\mathrm {m} }^{\alpha }=0} |
| 電磁場テンソルとの関係              | {\displaystyle F^{\alpha \beta }=\partial ^{\alpha }A_{\mathrm {e} }^{\beta }-\partial ^{\beta }A_{\mathrm {e} }^{\beta }-\mu _{0}c\varepsilon ^{\alpha \beta \mu \nu }\partial _{\mu }A_{\mathrm {m} \nu }} {\displaystyle {\tilde {F}}^{\alpha \beta }=\varepsilon ^{\alpha \beta \mu \nu }\partial _{\mu }A_{\mathrm {e} \nu }+\mu _{0}c(\partial ^{\alpha }A_{\mathrm {m} }^{\beta }-\partial ^{\beta }A_{\mathrm {m} }^{\alpha })} | {\displaystyle F^{\alpha \beta }=\partial ^{\alpha }A_{\mathrm {e} }^{\beta }-\partial ^{\beta }A_{\mathrm {e} }^{\beta }-\mu _{0}c\varepsilon ^{\alpha \beta \mu \nu }\partial _{\mu }A_{\mathrm {m} \nu }} {\displaystyle {\tilde {F}}^{\alpha \beta }=\varepsilon ^{\alpha \beta \mu \nu }\partial _{\mu }A_{\mathrm {e} \nu }+\mu _{0}c(\partial ^{\alpha }A_{\mathrm {m} }^{\beta }-\partial ^{\beta }A_{\mathrm {m} }^{\alpha })} |

## 媒質中の電磁場
磁気単極子が存在するとき、磁性体に磁場が加わるとループ電流による磁化 Me  に加えて磁荷の偏りによる(真の)磁気分極 Pm  も生じる。
また誘電体に電場が加わると電荷の偏りによる 誘電分極 Pe  に加えてループ磁流による分極 Mm  も生じる。
電化・電流による分極と磁荷・磁流による分極は、媒質の外から見れば等価であるものの媒質内部の電磁場は違っていて、荷電粒子を入射するなどして区別することができる。
そこで、媒質の影響を取り入れた現象論的な電磁場 E' , D' , B' , H'  を次のように定める。
{\displaystyle {\begin{alignedat}{2}{\boldsymbol {E}}'=&{\boldsymbol {E}}+{\boldsymbol {M}}_{\mathrm {m} },\quad &{\boldsymbol {D}}'=&{\boldsymbol {E}}+{\boldsymbol {P}}_{\mathrm {e} }\\{\boldsymbol {B}}'=&{\boldsymbol {B}}+{\boldsymbol {P}}_{\mathrm {m} },\quad &{\boldsymbol {H}}'=&{\boldsymbol {H}}+{\boldsymbol {M}}_{\mathrm {e} }\end{alignedat}}}
分極電荷、分極磁荷を除いた真電荷、真電流、真磁荷、真磁流をそれぞれ ρ'e ,  J'e , ρ'm ,  J'm  とすると、マクスウェル方程式は
{\displaystyle {\begin{cases}{\begin{aligned}\nabla \cdot {\boldsymbol {B}}'&=\rho _{\mathrm {m} }'\\\nabla \times {\boldsymbol {E}}'&=-\left({\dfrac {\partial {\boldsymbol {B}}'}{\partial t}}+{\boldsymbol {J}}_{\mathrm {m} }'\right)\\\nabla \cdot {\boldsymbol {D}}'&=\rho _{\mathrm {e} }'\\\nabla \times {\boldsymbol {H}}'&={\boldsymbol {J}}_{\mathrm {e} }'+{\dfrac {\partial {\boldsymbol {D}}'}{\partial t}}\end{aligned}}\end{cases}}}
となり、真空中と同じ形で表すことができる。

## SFにおける磁気単極子
磁気単極子を磁場の中に封じ込め振動させることによって燃料物質の陽子崩壊を誘発してエネルギー源として利用する、というアイデアがある。
重力理論の専門家ロバート・L・フォワードが『竜の卵』において、磁気単極子と原子核が結合した高密度の物質「モノポリウム」を登場させ、その重力場で中性子星の潮汐力から人間を守るというアイデアを詳細に描写している。山本弘の小説『サイバーナイト』では、これとほぼ同じ原理であるとしたモノポール反応炉が、モジュール（人が乗り込むタイプのパワードスーツ）やジャンプドライブ（ワープ）といった作中のテクノロジーに必要な存在とされている。
他に、アニメ『宇宙戦艦ヤマト』シリーズのOVA『YAMATO2520』では動力源としてモノポールエンジンが、5pb.とニトロプラス製作の科学アドベンチャーゲーム『ROBOTICS;NOTES』では、「モノポール」（という名前の物体（？））が「空から落ちて」くる。特撮テレビ番組『ウルトラマンガイア』では、体内に磁気単極子N極を持つ｢超巨大単極子生物 モキアン｣が、地球内部のマントル流動を誘発させようとした。